# Tefifon

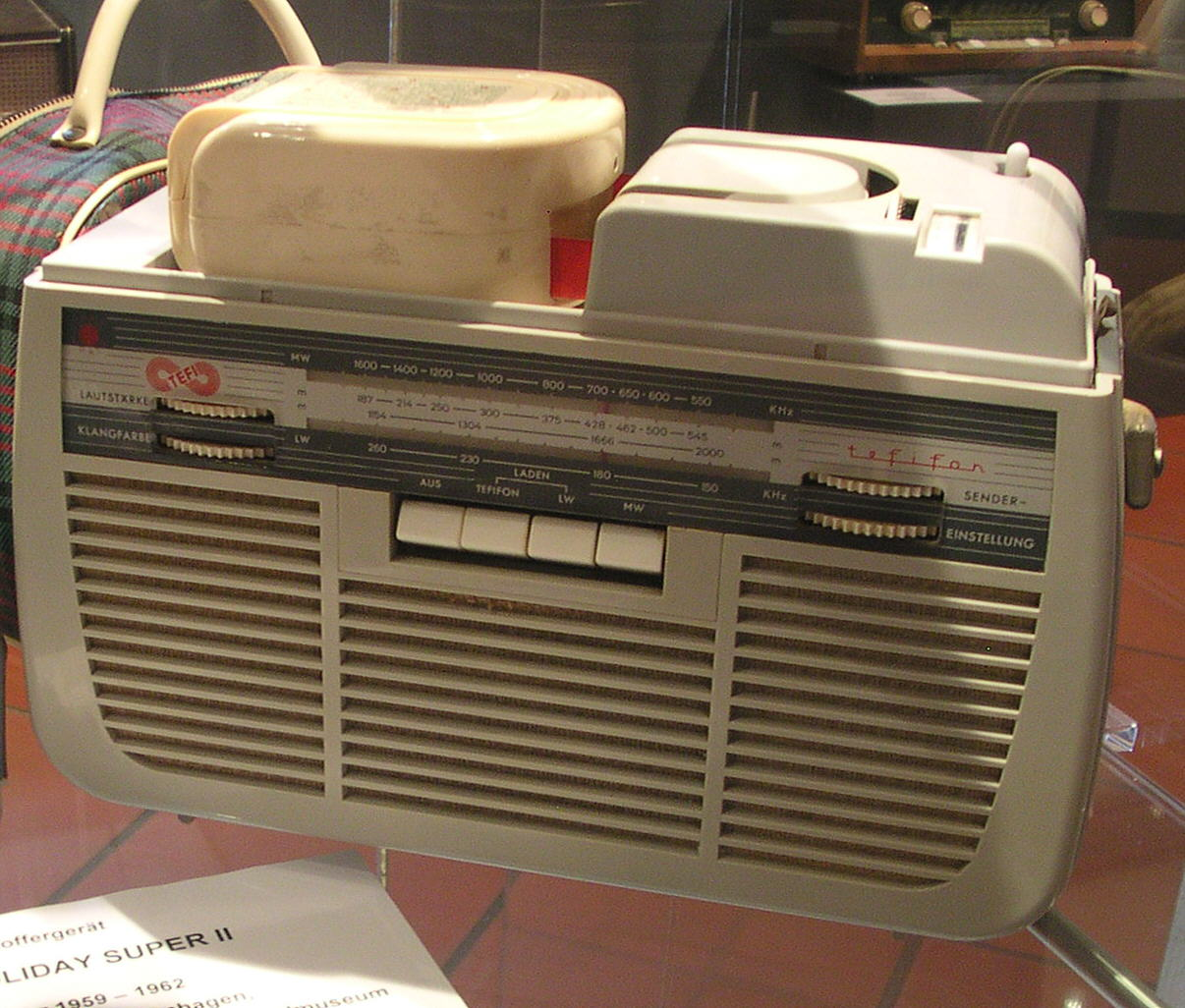
Ràdio portàtil Tefifon amb reproductor de cartutxos (el Tefi "Holiday Super II")

El tefifon és un format de reproducció d'àudio, desenvolupat i fabricat a Alemanya, que utilitza cartutxos carregats amb una bobina de cinta de plàstic sense fi. És similar als posteriors cartutxos de cintes magnètiques de 4 i 8 pistes, però amb solcs en relleu a la cinta, com un disc de fonògraf. Les ranures es graven en relleu de manera helicoïdal a través de l'amplada de la cinta, d'una manera similar al format Dictabelt de Dictaphone. Els solcs es llegeixen amb un llapis i una pastilla amplificada a l dispositiu reproductor. Un cartutx de Tefifon, conegut com a "Tefi", pot contenir fins a quatre hores de música; per tant, la majoria dels llançaments per al format solen ser recopilacions d'èxits populars o música de ball, òperes i operetes. Els reproductors de Tefifon no eren venuts pels distribuïdors de televisió i ràdio a Alemanya, sinó que es venien directament a punts de venda especials afiliats a Tefi (el fabricant del format).

## Història

### dècada de 1930
El format Tefifon el va desenvolupar l'empresari alemany Dr. Karl Daniel a la seva empresa "Tefi" l'any 1936. Uns anys abans, els dispositius que utilitzaven cintes fonogràfiques com el Tefifon van ser produïts per Tefi per a finalitats especials, com l'exèrcit, i van ser dissenyats per a la gravació de veu. Abans de la introducció del Tefifon, Tefi havia introduït un dispositiu capaç de gravar i reproduir amb el nom de "Tefiphon" (tingueu en compte l'ortografia alternativa) i un altre dispositiu només capaç de reproduir amb el nom de "Teficord". Tots dos utilitzen cinta solta, a diferència de la cinta carregada amb cartutx del Tefifon.

### dècada de 1940
Els primers reproductors i cartutxos Tefifon per a ús domèstic al mercat alemany es van comercialitzar a finals de la dècada de 1940, però no van poder competir amb el popular format de disc fonogràfic que ja estava disponible en aquell moment. Una de les raons va ser que els artistes coneguts es van comprometre exclusivament per contracte amb les principals companyies discogràfiques, la majoria de les quals no tenien interès a oferir els àlbums dels seus artistes en cintes Tefifon. Com a resultat, la majoria dels llançaments de Tefifon eren de bandes i artistes relativament desconeguts. A més, el Tefifon va veure competència de fonògrafs equipats amb canviadors de registres, alguns dels quals podrien permetre fins a tres hores de música sense interrupcions.
El Tefifon es va oferir a la dècada de 1950 com a dispositiu autònom, però també en combinació amb diversos tipus de ràdios, inclosos els models portàtils i domèstics. El xassís dels aparells de ràdio sovint es compraven ja fets a tercers, amb un dispositiu de reproducció Tefifon que s'hi va afegir com a producte acabat. La qualitat del so de les cintes Tefifon és superior als discos de 78 rpm fets amb goma laca, però encara és inferior a la dels discos LP de 33 rpm fets de vinil. A més, la tensió mecànica sobre el llapis i el voladís de suport és força forta, de manera que es desgasta força ràpid.

### dècada de 1960
L'última innovació del format Tefifon va ser l'any 1961, amb la introducció del so estèreo, però aquest no va tenir èxit comercial. La producció de Tefifon a la seva planta principal de Porz am Rhein es va aturar el 1965. Després, els drets del nom van ser adquirits per l'empresa de comandes per correu Neckermann, que també es va fer càrrec de la venda dels productes Tefifon existents. Tot i que el Tefifon era poc conegut fora d'Alemanya, va ser importat i venut als Estats Units durant molt poc temps per la divisió Westrex de Western Electric entre 1963 i 1964 amb el nom de "Westrex".

## Detalls tècnics

### Cartutxos

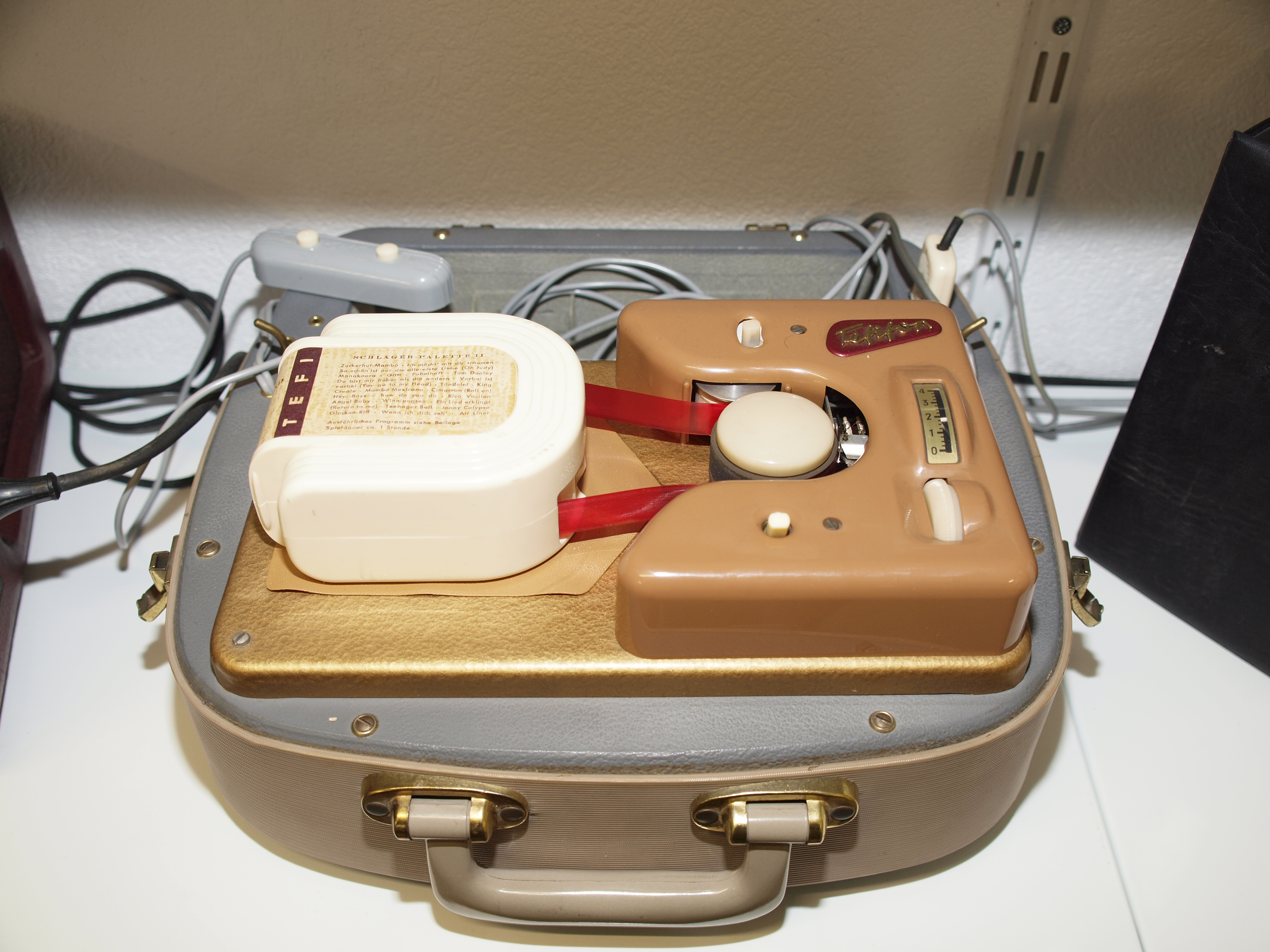
Un reproductor de Tefifon autònom amb el cartutx carregat

Els cartutxos Tefifon es van fabricar en 3 mides:
- Una mida petita amb 15 minuts d'àudio.
- Una mida mitjana, amb una hora d'àudio.
- Una mida gran, amb 4 hores d'àudio.

El cartutx més gran també tenia diverses diferències amb les unitats més petites. Incorporava una molla per ajudar a treure la cinta per a la reproducció i una coberta de plàstic sobre la cinta per protegir-la. Els cartutxos també tenen una funda protectora de cartró.

### Reproducció
S'inseriria un cartutx de Tefifon a la màquina, amb la cinta lectora al voltant del botó giratori. Llavors es posava en marxa la màquina. La cinta es llegia gràcies a un llapis que es movia per les ranures, d'una manera semblant a un disc. Tanmateix, la cinta s'emmagatzemava en un cartutx, com els sistemes de cintes magnètiques posteriors. Tot i que no hi havia manera de moure's a una pista específica, el llapis es podia moure a diverses posicions de la cinta.

## Galeria

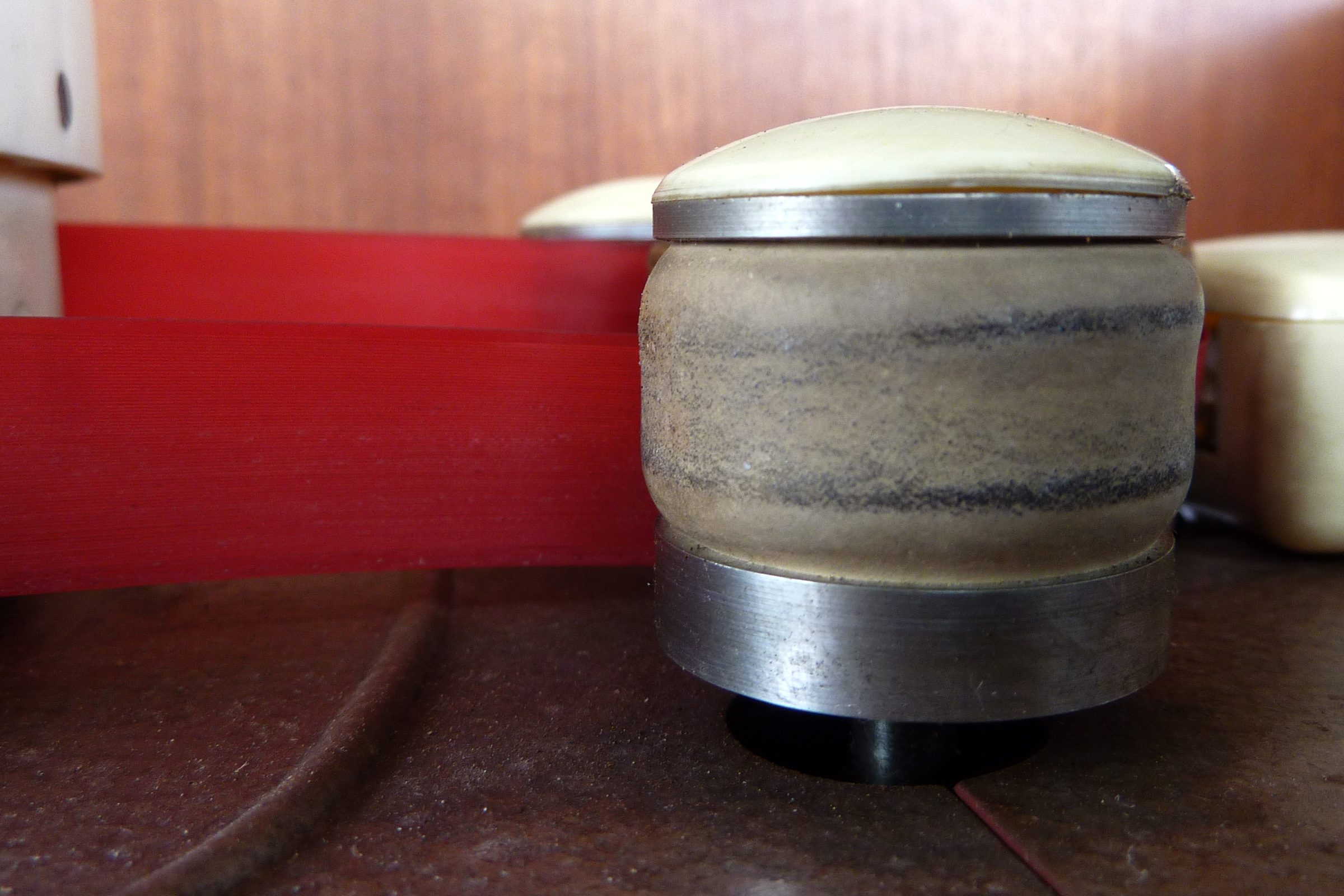
Un primer pla del medi de cinta del Tefifon.
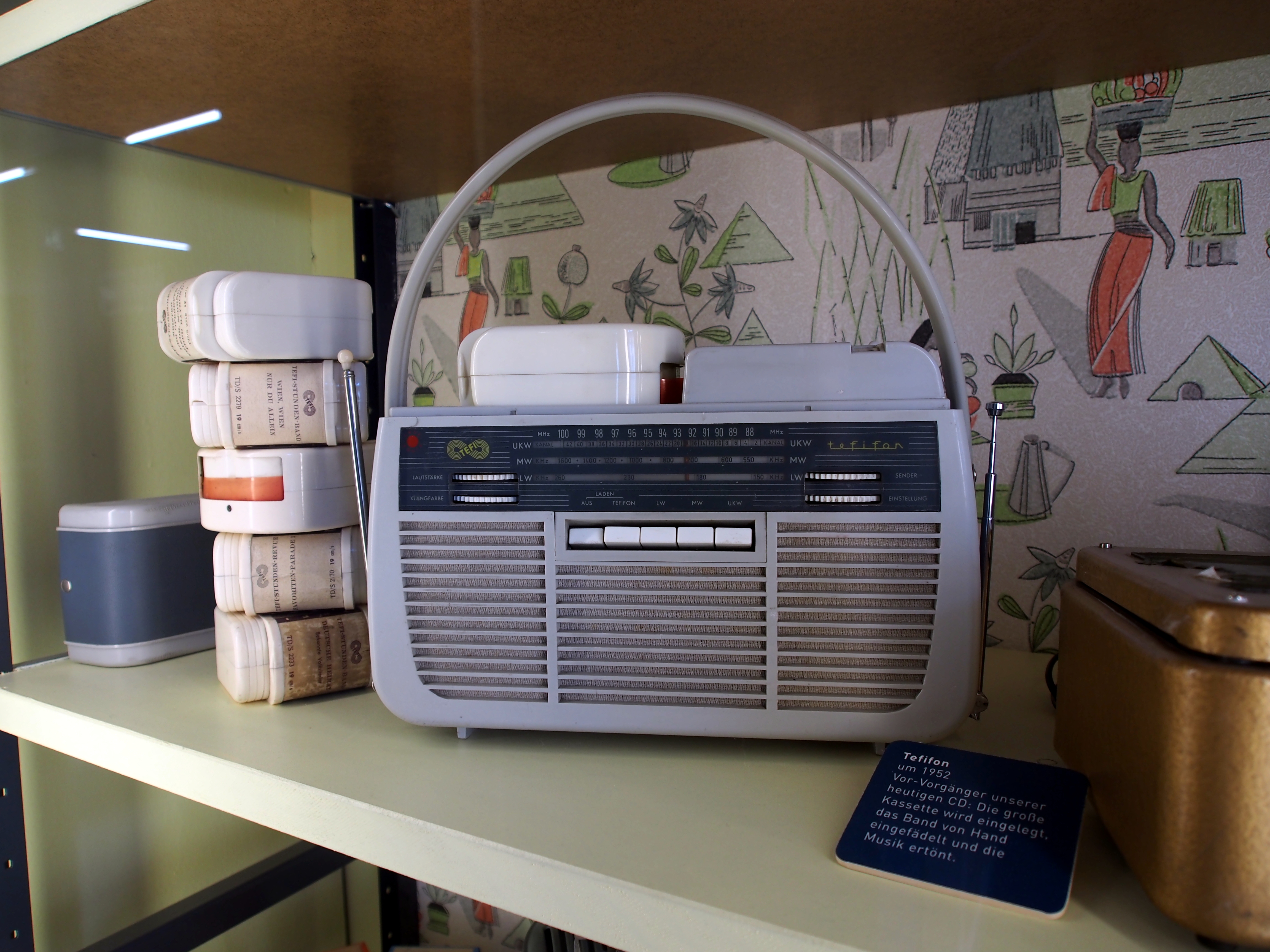
Una unitat de Tefifon al costat de diversos cartutxos.
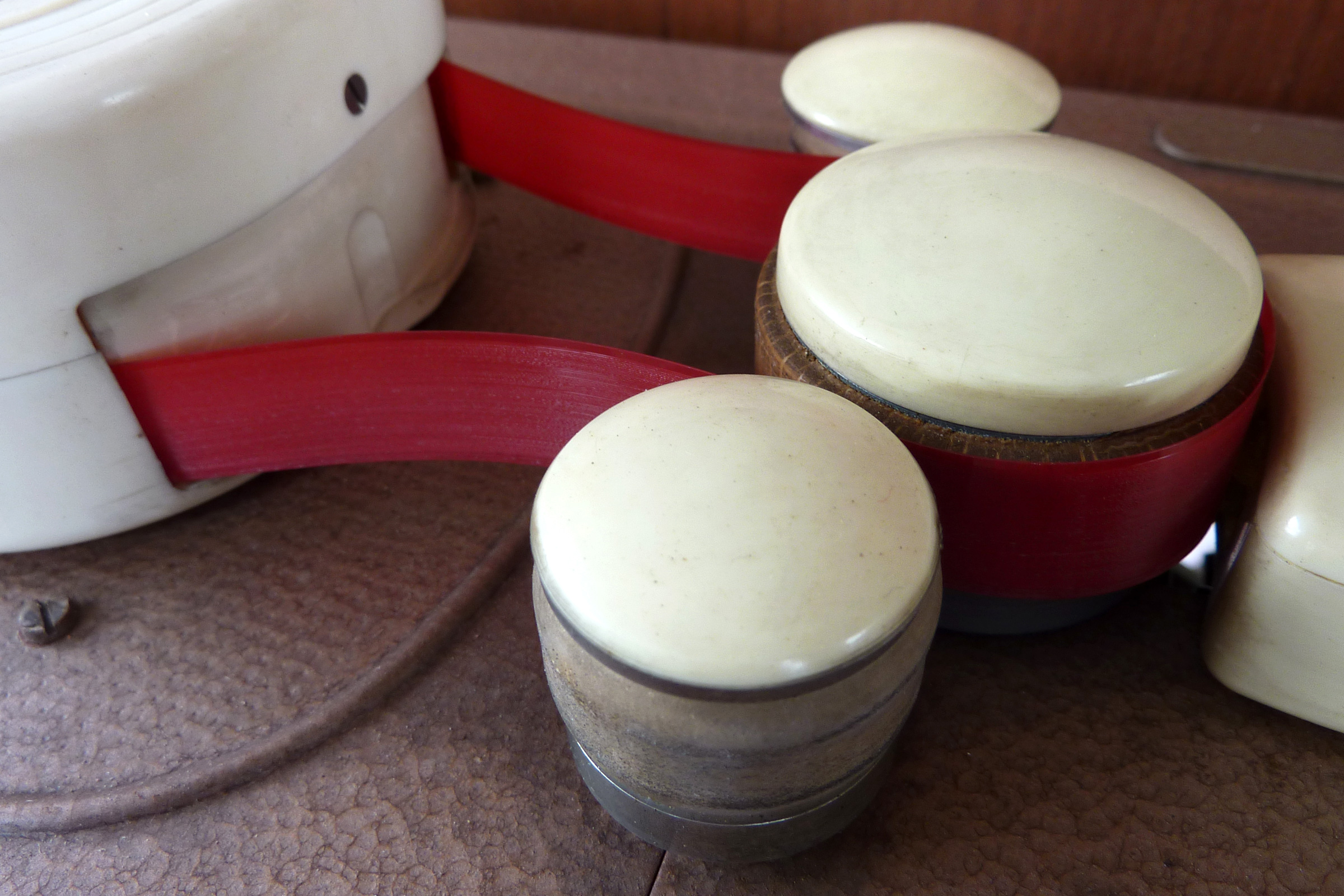
Primer pla d'un cartutx de Tefifon al lector.
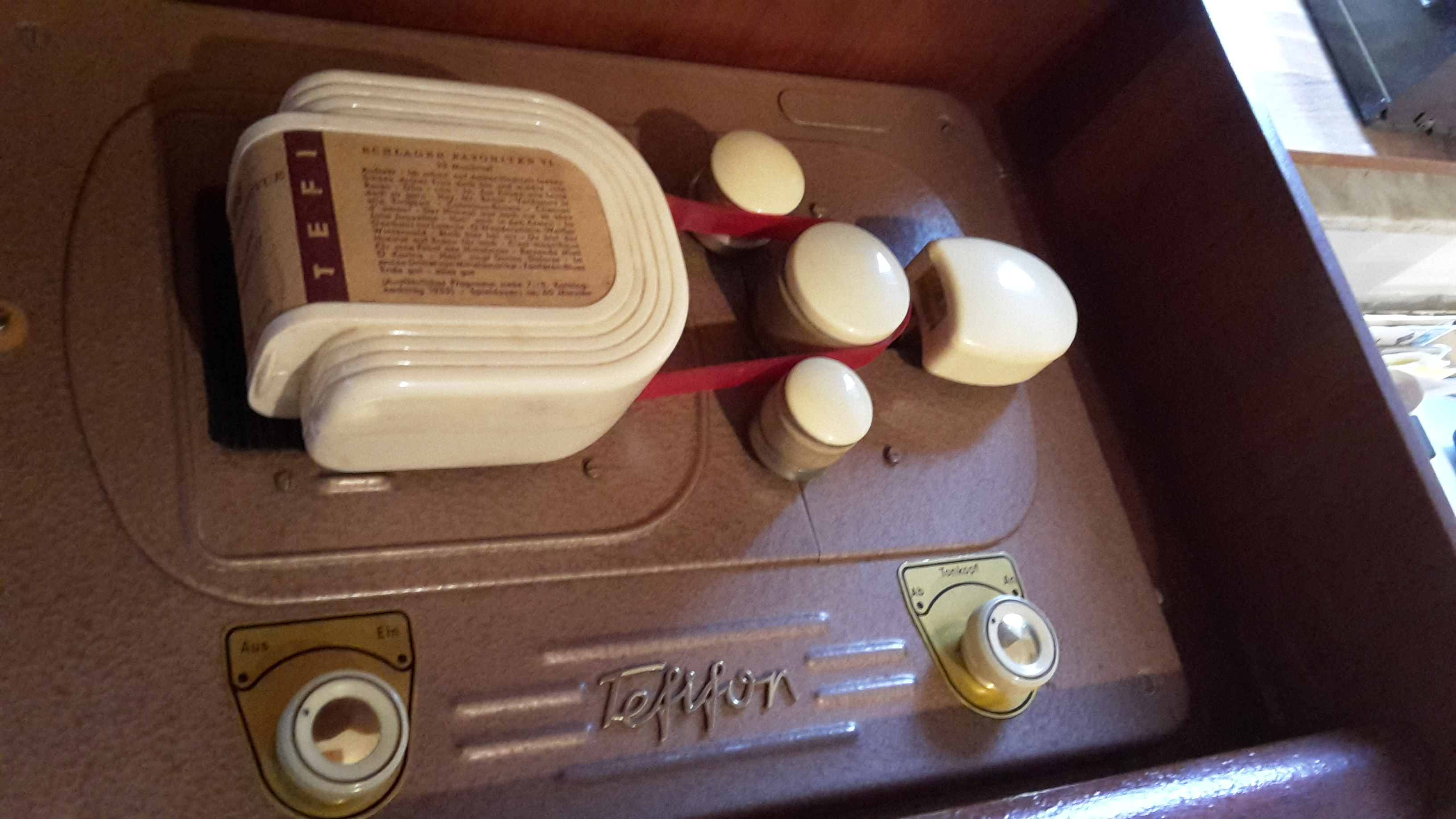
Una unitat de Tefifon en funcionament.
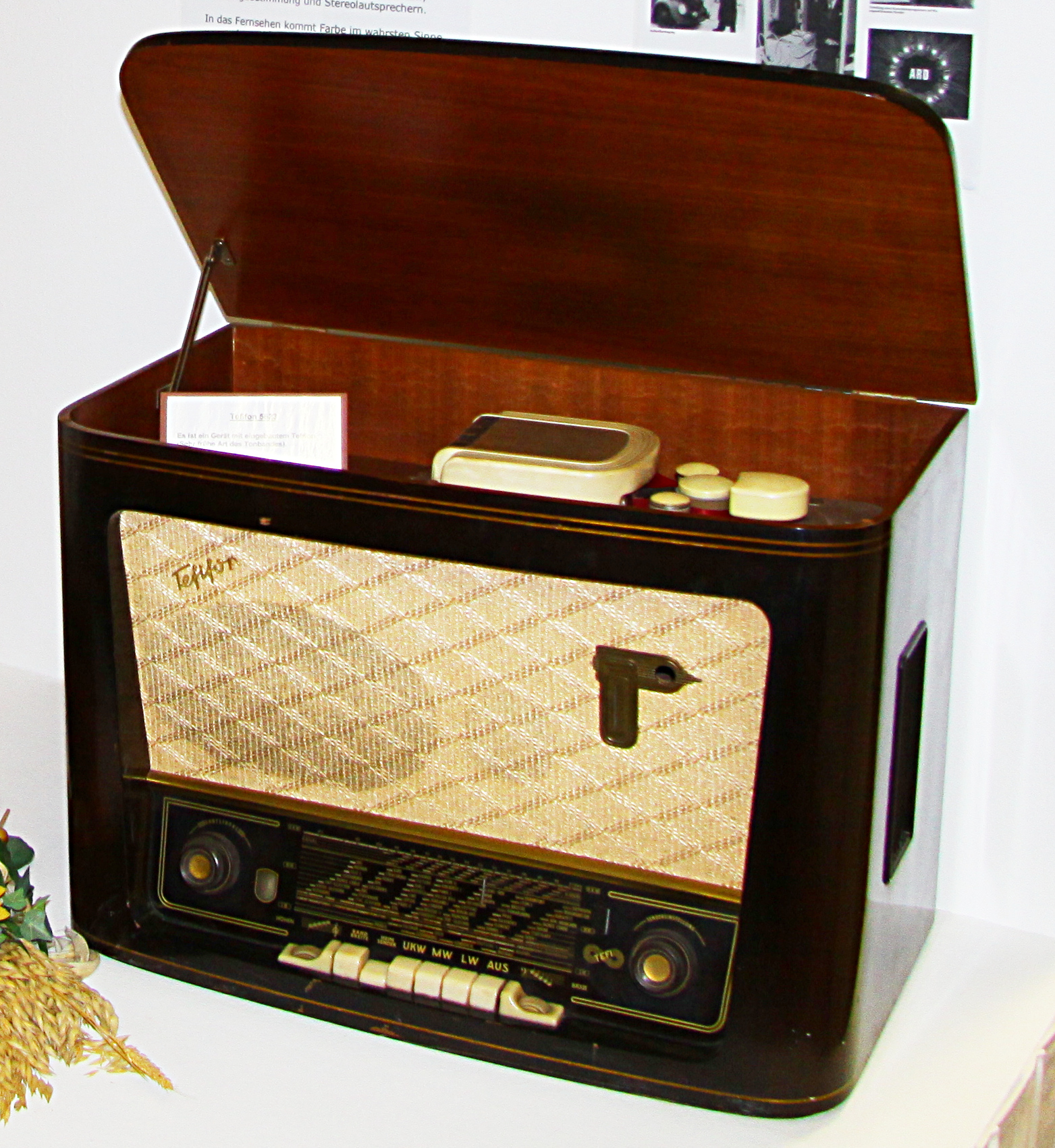
Un exemple de combinació de reproductor de Tefifon i ràdio.
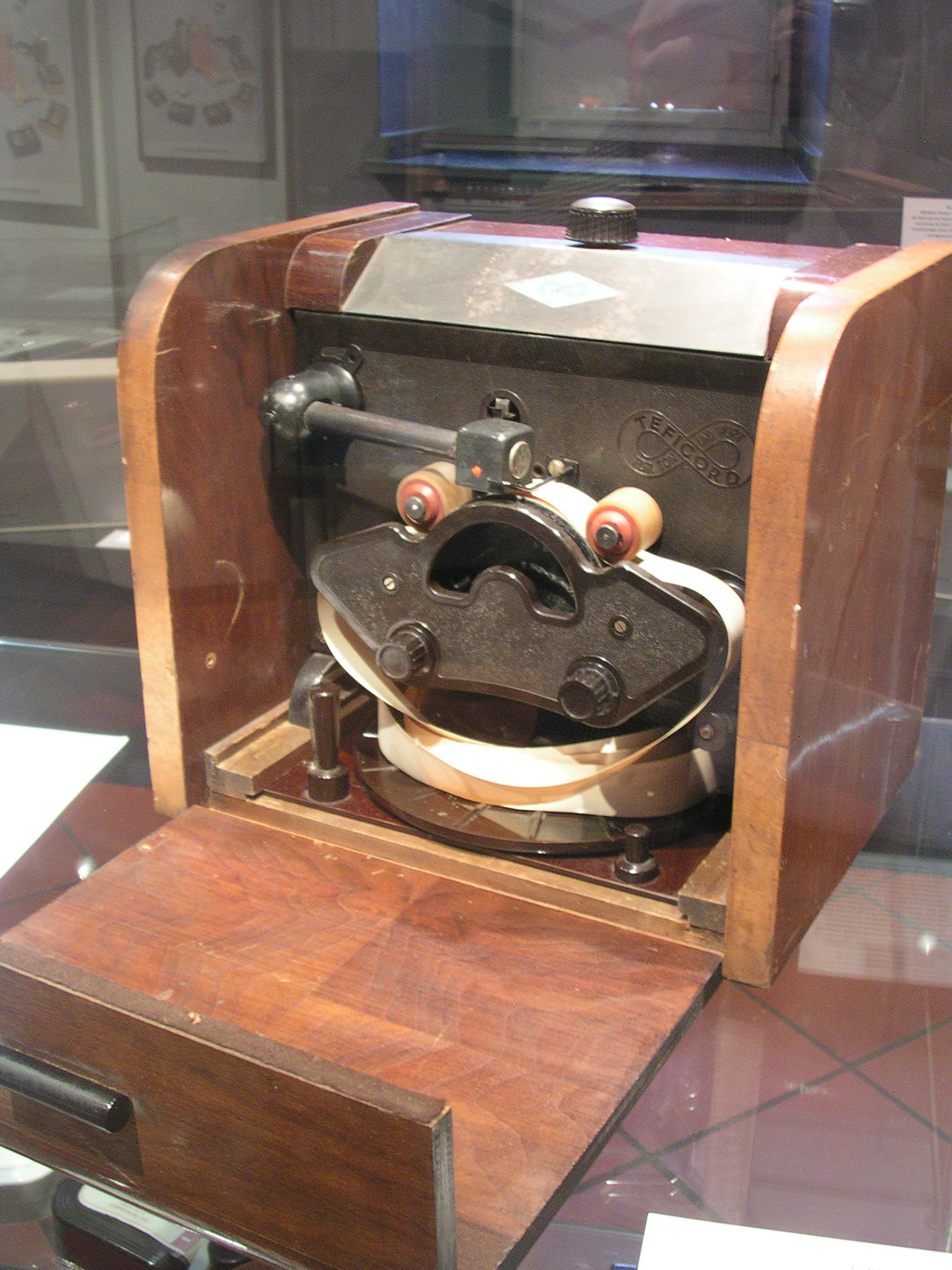
Un predecessor del Tefifon, Teficord.